# Heliconius choarinus
Heliconius choarinus är en fjärilsart som beskrevs av William Chapman Hewitson 1872. Heliconius choarinus ingår i släktet Heliconius och familjen praktfjärilar. Inga underarter finns listade i Catalogue of Life.